# 마쓰야마 공항
마쓰야마 공항(일본어: 松山空港, IATA: MYJ, ICAO: RJOM)은 일본 에히메현 마쓰야마시에 있는 제2종 공항으로 에히메현의 유일무이한 공항이다.

## 역사
태평양 전쟁 당시 일본 해군에 의해 최초의 비행장이 건설되었고 그 후로 연합군이 접수했다가 반환된 뒤 이요 철도에서 관리를 맡기 시작했다.
그리고 1956년 3월 민간 전용 공항이 개항한 뒤 1978년부터는 자치 단체, 항공사, 지역 은행, 언론사 등이 참여한 제3부문 회사가 운영되고 있으며 도쿄 하네다 국제공항과 오사카 이타미 공항 등을 중심으로 한 국내선과 인천국제공항과 김해국제공항 등을 중심으로 한 국제선 운영이 꾸준히 이뤄지고 있다.

## 운항 노선

### 국제선
| 항공사       | 목적지             |
| ------------ | ------------------ |
| 제주항공     | 서울(인천)         |
| 에어부산     | 부산(김해)         |
| 중화항공     | 타이베이(타오위안) |
| 중국동방항공 | 상하이(푸둥)       |

### 국내선
| 항공사           | 목적지                                       |
| ---------------- | -------------------------------------------- |
| 일본항공         | 도쿄(하네다)                                 |
| 일본 에어 커뮤터 | 가고시마                                     |
| J-에어           | 오사카(이타미), 후쿠오카                     |
| 전일본공수       | 도쿄(하네다), 오사카(이타미), 오키나와(나하) |
| ANA 윙스         | 오사카(이타미)                               |
| 아이벡스 항공    | 나고야(주부)                                 |
| 제트스타 재팬    | 도쿄(나리타)                                 |